# Šentrupert
Šentrupert (em alemão:  Sankt Ruprecht) é um município da Eslovênia. A sede do município fica na localidade de mesmo nome.